# تورشن دلنا
تورشن دلنا (به لاتین: Turośń Dolna) یک منطقهٔ مسکونی در لهستان است که در Gmina Turośń Kościelna واقع شده‌است.

## خصوصیات
تورشن دلنا ۳۶۰ نفر جمعیت دارد.